# 中策集團
中策集團（China Strategic Holdings，港交所：0235），是香港上市公司，生意為電池生產、證券買賣并购等。中策集團的前身為紅寶石發展有限公司，其後黃鴻年向何鴻燊購入紅寶石發展，也就是在1991年12月21日起更名。2000年，陳國強入主中策集團。
中策集團於2009年提出聯同私募基金博智金融以21.5億美元收購美國國際集團其下的台灣南山人壽97.57%股權。中策集團會透過配售票據和新股，集資93億港元。。
2009年11月17日，中信金控與中策訂立諒解備忘錄，進行兩項股權交易，中策計劃向中信金控出售南山人壽三成股權，以換取中信金控百分之九點九五權益，涉資約六億六千萬美元（約五十一點二億港元）。 倘若完成交易，中策在南山人壽的持股量，將由78.06%下降至48.06%，而博智金融則持有約二成權益。根據中策宣布，待收購南山人壽完成後，中策將按每股十七點七四新台幣，即合共約五十二點四億港元，認購中信金控約百分之九點九五股權。
2010年8月，中策的收購計劃遭到台灣監管當局否決。同年9月，中策宣佈終止收購南山人壽的計劃。
2016年2月，中策以1831.2萬元收購恒滿證券，並易名為中策富匯。
集團總部在灣仔港灣道華潤大廈32樓3206 - 3210室，核數師為德勤關黃陳方會計師行，法律顧問為佟達釗律師行。

## 集團管理層
- 柯清輝，非執行主席、非執行董事
- 蘇家樂，行政總裁、執行董事

### 其他執行董事
- 李春陽
- 周錦華

### 獨立非執行董事
- 馬燕芬
- 周宇俊
- 梁凱鷹

## 外部連結
- 中策集團（页面存档备份，存于）